# Hisahito Inaba
Hisahito Inaba (født 26. maj 1985) er en tidligere japansk fodboldspiller.
Han har spillet for flere forskellige klubber i sin karriere, herunder Tochigi SC.